# 全国高等学校野球選手権北越大会
全国高等学校野球選手権北越大会（ぜんこくこうとうがっこうやきゅうせんしゅけんほくえつたいかい）は、1959年（第41回）から1972年（第54回）まで、一府県一代表が認められた1963年（第45回）、1968年（第50回）の各記念大会を除いて新潟県と富山県を対象に行われた全国高等学校野球選手権大会の地方大会。会場は富山県→新潟県の順で交互に行われた。

## 概要・歴史
1959年（第41回）以降も長野県の単独代表が認められたことを受けて、信越大会に参加していた新潟県と北陸大会に参加していた富山県を対象とする北越大会が編成された。なお、北陸大会は石川県・福井県の2県に編成替えとなった（信越大会は消滅）。
北越大会は12回行われ、新潟県勢の優勝4回、富山県勢の優勝8回。1959年（第41回）は各県予選勝者による決勝方式だったが、1960年（第42回）以降は各県予選上位2校ずつの4校による準決勝方式だったこともあり、新潟県勢対決となった決勝が3回、富山県勢対決となった決勝が4回ある。
1974年（第56回）以降も新潟県の単独代表が認められたことを受けて、北越大会は1972年（第54回）を最後に消滅、富山県は再び北陸大会へ移った。ただし、新潟県と同時に京都府の単独代表も認められたことを受けて、京滋大会に参加していた滋賀県と北陸大会に参加していた福井県を対象とする福滋大会が編成されたため、北陸大会は富山県・石川県の2県に編成替えとなった（京滋大会は消滅）。

## 歴代代表校
| 年度                 | 参加県     | 大会方式            | 代表校（出場回数）      | 決勝スコア | 準優勝校   | 全国大会 |
| -------------------- | ---------- | ------------------- | ----------------------- | ---------- | ---------- | -------- |
| 1959年（第41回大会） | 新潟・富山 | 2校出場 （各県1校） | 魚津（2年連続2回目）    | 5-1        | 新潟商     | 1回戦    |
| 1960年（第42回大会） | 新潟・富山 | 4校出場 （各県2校） | 高岡商（13年ぶり4回目） | 6-1        | 上市       | 1回戦    |
| 1961年（第43回大会） | 新潟・富山 | 4校出場 （各県2校） | 新発田農（初出場）      | 7-1        | 直江津     | 2回戦    |
| 1962年（第44回大会） | 新潟・富山 | 4校出場 （各県2校） | 高岡商（2年ぶり5回目）  | 2-1        | 滑川       | 2回戦    |
| 1964年（第46回大会） | 新潟・富山 | 4校出場 （各県2校） | 富山商（2年連続3回目）  | 6-1        | 高岡商     | 1回戦    |
| 1965年（第47回大会） | 新潟・富山 | 4校出場 （各県2校） | 氷見（初出場）          | 11-1       | 新発田     | 1回戦    |
| 1966年（第48回大会） | 新潟・富山 | 4校出場 （各県2校） | 小千谷（初出場）        | 8-5        | 富山北部   | 1回戦    |
| 1967年（第49回大会） | 新潟・富山 | 4校出場 （各県2校） | 富山商（3年ぶり4回目）  | 1-0        | 新湊       | ベスト8  |
| 1969年（第51回大会） | 新潟・富山 | 4校出場 （各県2校） | 富山北部（初出場）      | 1-0        | 中越       | ベスト8  |
| 1970年（第52回大会） | 新潟・富山 | 4校出場 （各県2校） | 長岡商（初出場）        | 6-2        | 新発田商工 | 1回戦    |
| 1971年（第53回大会） | 新潟・富山 | 4校出場 （各県2校） | 高岡商（3年ぶり7回目）  | 4-2        | 新潟市工   | 2回戦    |
| 1972年（第54回大会） | 新潟・富山 | 4校出場 （各県2校） | 糸魚川商工（初出場）    | 8-2        | 長岡工     | 1回戦    |

## 朝日新聞社の社旗
朝日新聞社の4本社1支社の管轄区分において、新潟県は東京本社の管轄区域、富山県は大阪本社の管轄区域となる。朝日新聞社の社旗は東日本版（東京本社、北海道支社）と西日本版（大阪本社、西部本社、名古屋本社）の2種類あり、各地方大会で用いられる朝日新聞社の社旗も管轄区域に準じる。東京本社の管轄区域となる新潟県・長野県・静岡県と大阪本社あるいは名古屋本社の管轄区域となる富山県・岐阜県・愛知県にまたがる地方大会の編成は珍しく、北越大会の他には1916年（第2回大会）から1922年（第8回大会）までの北陸大会と、1916年（第2回大会）・1918年（第4回大会）および1920年（第6回大会）から1922年（第8回大会）までの東海大会しかない。ただし、東海大会は1920年（第6回大会）まで岐阜県・愛知県・三重県の参加校が持ち回りで主催、1921年（第7回大会）から愛知県の第八高等学校主催、北陸大会は1919年（第5回大会）まで石川県の第四高等学校（四高）主催、1920年（第6回大会）から大阪朝日新聞社金沢通信部主催・四高後援だったため、1920年（第6回大会）から1922年（第8回大会）までの北陸大会に大阪朝日新聞社（大阪本社）だけが関与したに過ぎず、東京朝日新聞社（東京本社）は関与していない。